# Гейм-Крик (Аляска)
Гейм-Крик (англ. Game Creek) — переписна місцевість (CDP) в США, в окрузі Гуна-Ангун штату Аляска. Населення — 23 особи (2020).

## Географія
Гейм-Крик розташований за координатами 58°3′0″ пн. ш. 135°30′45″ зх. д. / 58.05000° пн. ш. 135.51250° зх. д. (58.050105, -135.512547).  За даними Бюро перепису населення США в 2010 році переписна місцевість мала площу 15,42 км², з яких 15,26 км² — суходіл та 0,16 км² — водойми.

## Демографія
Згідно з переписом 2010 року, у переписній місцевості мешкало 18 осіб у 7 домогосподарствах у складі 5 родин. Густота населення становила 1 особа/км².  Було 9 помешкань (1/км²).
Расовий склад населення:
| - 100,0 % — білих |

До двох чи більше рас належало 0,0 %. Частка іспаномовних становила 0,0 % від усіх жителів.
За віковим діапазоном населення розподілялося таким чином: 27,8 % — особи молодші 18 років, 44,4 % — особи у віці 18—64 років, 27,8 % — особи у віці 65 років та старші. Медіана віку мешканця становила 46,5 року. На 100 осіб жіночої статі у переписній місцевості припадало 100,0 чоловіків;  на 100 жінок у віці від 18 років та старших — 85,7 чоловіків також старших 18 років.
Цивільне працевлаштоване населення становило 7 осіб. Основні галузі зайнятості: мистецтво, розваги та відпочинок — 100,0 %.